# Alpenpanorama-Weg
Der Alpenpanorama-Weg ist ein Weitwanderweg durch die Schweiz, der in Ost-West-Richtung vom Bodensee zum Genfersee führt. Er ist in 29 Etappen (gemäß SchweizMobil) eingeteilt, mit einer 3 markiert (eine von sieben nationalen Routen) und misst 510 Kilometer.
Die Wanderer erwartet eine Vielzahl abwechslungsreicher Streckenabschnitte, vom Appenzellerland über das Einsiedler Hochtal, die Innerschweiz, das Napfbergland bis ins Emmental. Nach Überquerung der Aare windet sich die Route durchs Schwarzwasser- und Senseland bis zum Schwarzsee und hinüber ins Greyerzerland. Danach erreicht man schon bald die Ufer des Genfersees.
Für die gesamte Fernwanderung ist mindestens ein Monat einzuplanen. Die meisten Etappen sind mit öffentlichen Verkehrsmitteln erreichbar – bei schlechtem Wetter kann die Tour deshalb problemlos abgeändert oder verkürzt werden.

## Etappen
1. Rorschach – Heiden AR – Trogen AR
2. Trogen – Bühler AR – Appenzell
3. Appenzell – Jakobsbad – Urnäsch – Schwägalp
4. Schwägalp – Stein SG
5. Stein SG – Amden
6. Amden – Weesen – Siebnen
7. Siebnen – Einsiedeln
8. Einsiedeln – Unterägeri
9. Unterägeri – Zug
10. Zug – Meierskappel – Luzern
11. Luzern – Sonnenberg – Malters
12. Malters – Werthenstein – Wolhusen
13. Wolhusen – Napf
14. Napf – Lüderenalp
15. Lüderenalp – Emmenmatt – Moosegg
16. Moosegg – Grosshöchstetten – Münsingen BE
17. Münsingen – Toffen – Rüeggisberg
18. Rüeggisberg – Schwarzenburg BE – Guggisberg
19. Guggisberg – Zollhaus – Schwarzsee
20. Schwarzsee – Euschelspass – Jaun
21. Jaun – Broc FR – Gruyères FR
22. Gruyères – Gros Plané – Les Paccots
23. Les Paccots – Blonay – Vevey
24. Vevey – Epesses – Cully VD – Lausanne
25. Lausanne – Saint-Sulpice VD – Morges
26. Morges – Saint-Prex – Aubonne VD
27. Aubonne – Bursins – Nyon
28. Nyon – Céligny – Chavannes-de-Bogis
29. Chavannes-de-Bogis – Chambésy – Genf

## Nachweis
1. ↑  Alle nationalen Routen bei SchweizMobil.